# دارین هیل
دارین هیل (انگلیسی: Darryn Hill؛ زادهٔ ۱۱ اوت ۱۹۷۴) دوچرخه‌سوار اهل استرالیا است.
وی در مسابقات کشوری و بین‌المللی در مجموع برندهٔ ۲ مدال طلا، ۲ مدال نقره، ۴ مدال برنز شده‌است.